# 캠퍼스 연애특강
"캠퍼스 연애특강"은 1988년에 개봉한 대한민국의 영화이다.

## 캐스팅
- 하희라 : 혜리 역
- 민규 : 현욱 역
- 김주승 : 성민 역
- 강석현 : 동철 역
- 최수훈 : 희영 역
- 정영숙 : 혜리 모 역
- 김인문 : 혜리 부 역
- 백장미 : 말숙 역
- 곽은경 : 정자 역
- 최성관 : 당숙 역
- 전숙 : 원장 역
- 주호성 : 프론트 역
- 전유성 : 조교 역
- 안진수 : 직원 역
- 황춘수 : 사내 1 역
- 강희주 : 마담 역

## 수상
- 1988년 제24회 백상예술대상
  - 영화부문 남자신인연기상 - 민규
  - 영화부문 여자신인연기상 - 하희라